# Цвета Мајтановић
Цвета Мајтановић (рођена 31. марта 1986. у Новом Саду, Србија) је српска певачица, позната као победница првог српског серијала музичког такмичења Идол, такмичење за младе таленте, које је одржано 2004. године. Објавила је успешан сингл „Нисам иста“ у продукцији БК Саунд-а који је однео многе награде. Исте 2004. године на бројним музичким манифестацијама Цвета је проглашавана открићем године. Године 2005. одлази у Варшаву где снима албум првенац у продукцији Sony & BMG куће; издат 2007. године у Србији, издавач Mascom Records. Насловна нумера албума "Погледај у сутра" постаје запажена на топ-листама MTV Adria канала. На Беовизији 2008, Цвета Мајтановић и састав Студио Алектик наступили су са песмом Изнад нас и заузели пето место. У мају 2007. године, Цвета је постала активни водитељ ријалити-шоуа под називом „Велика трка Инђијанополиса“ емитованог на Fox TV.